# Гапоненко, Казимир
Казимир Гапоненко (1931—1942 или 1943) — пионер-герой, участник антифашистского подполья.

## Биография
Казимир Гапоненко родился 10 ноября 1931 года в семье железнодорожника и кондитера. До начала войны успел окончить лишь три класса киевской школы № 110. Мать, Софья Степановна Прокудова, не смогла уехать с сыном из оккупированного Киева. В августе 1941 года дома у семьи поселился квартирант Дмитрий Соболев, оказавшийся членом антифашистского подполья, которым руководил Иван Кудря. Гапоненко был связным группировки, доставлял корреспонденцию и оружие. 19 ноября 1942 года на Гапоненко вместе с матерью навёл гестапо некто Гнилюк. Некоторое время обоих подвергали пыткам, в итоге Гапоненко был расстрелян в Бабьем Яру, мать — выжила.
В 1965 году Гапоненко посмертно наградили медалью «За боевые заслуги», а его мать — орденом Отечественной войны II степени.
Казимир Гапоненко упоминается в рассказе Леонида Даена «Мальчик из легенды».
12 января 1966 года киевской средней школе № 110, где учился Гапоненко присвоено его имя. 23 февраля 1971 года на территории школы состоялось торжественное открытие памятника, созданного скульптором Анатолием Кущем.